# Mitsuki Saitō
Mitsuki Saitō (jap. 齊藤 未月, Saitō Mitsuki; * 10. Januar 1999 in Fujisawa, Präfektur Kanagawa) ist ein japanischer Fußballspieler.

## Karriere

### Verein
Mitsuki Saitō erlernte das Fußballspielen in den Jugendmannschaften vom Fujisawa FC und Shonan Bellmare. Hier unterschrieb er 2016 auch seinen ersten Profivertrag. Der Verein aus Hiratsuka, einer Großstadt im Süden der japanischen Präfektur Kanagawa, spielte in der höchsten japanischen Liga, der J1 League. Ende 2016 musste er mit dem Club den Weg in die Zweitklassigkeit antreten. Ein Jahr später wurde man Meister der zweiten und stieg direkt wieder in die erste Liga auf. 2018 stand er mit Shonan im Endspiel des J. League Cup. Hier gewann man gegen die Yokohama F. Marinos mit 1:0. Das Jahr 2021 wurde er an Rubin Kasan nach Russland ausgeliehen. Der Verein aus Kasan spielte in der ersten Liga, der Premjer-Liga. Für Rubin absolvierte er zwei Erstligaspiele. Ende Dezember 2021 kehrte er nach der Ausleihe nach Japan zurück. Am 1. Februar 2022 wechselte er auf Leihbasis zum japanischen Erstligisten Gamba Osaka. Für Gamba bestritt er 26 Ligaspiele. Die Saison 2023 spielte er leihweise beim ebenfalls in der ersten Liga spielenden Vissel Kōbe. Am Ende der Saison 2023 feierte er mit dem Verein aus Kōbe die japanische Meisterschaft. Für Vissel bestritt er 22 Ligaspiele. Nach der Ausleihe wurde Saitō am 1. Februar 2024 fest von Vissel unter Vertrag genommen. Am Ende der Saison 2024 feierte er mit Vissel die japanische Meisterschaft.

### Nationalmannschaft
Mitsuki Saitō spielte 2015 einmal für die U17-Nationalmannschaft. 2016 trug er dreimal das Trikot der U18. Viermal stand er 2019 für die U20 auf dem Spielfeld. 2020 spielte er einmal für die U23-Nationalmannschaft.

## Erfolge
Shonan Bellmare
- Japanischer Zweitligameister: 2017
- Japanischer Ligapokalsieger: 2018

Vissel Kōbe
- Japanischer Meister: 2023, 2024